# Ел Сегундо (Калифорнија)
Ел Сегундо (енгл. El Segundo) град је у америчкој савезној држави Калифорнија. По попису становништва из 2010. у њему је живело 16.654 становника.

## Демографија
Према попису становништва из 2010. у граду је живело 16.654 становника, што је 621 (3,9%) становника више него 2000. године.
| Група             | 2000.          | 2010.          |
| Белци             | 12.356 (77,1%) | 11.515 (69,1%) |
| Афроамериканци    | 187 (1,2%)     | 337 (2,0%)     |
| Азијати           | 1.028 (6,4%)   | 1.458 (8,8%)   |
| Хиспаноамериканци | 1.765 (11,0%)  | 2.609 (15,7%)  |
| Укупно            | 16.033         | 16.654         |